# Estemmenosuchidae
Az Estemmenosuchidae az emlősszerűek (Synapsida) osztályába és a Therapsida rendjébe tartozó család.

## Tudnivalók
Az Estemmenosuchidae, nagy testű állatokból álló therapsida család, amely a perm időszakban élte virágkorát. Az Estemmenosuchidae-fajokat a szarvszerű képződményeknek segítségével lehet megkülönböztetni a többi kortárs állatoktól; ezeket a „szarvakat” valószínűleg mutogatásra vagy társkereséskor használták az állatok. Az Estemmenosuchus nemen kívül, a többi nemet alig ismerik. E család maradványait eddig csak az oroszországi Perm tartományban találták meg.

## Megjelenésük
Az Estemmenosuchidae-fajok a legkülönlegesebbek a perm kori négylábúak között. Az állatok magas és vastag koponyáján szarvszerű képződmények ültek, amelyek felfelé és oldalirányba mutattak. A metszőfogak és a szemfogak nagyok voltak, de az oldalsó fogak viszont kisebbek, az utóbbiaknak csúcsa fogazott volt. Ezeket inkább csak a táplálék letépésére használták az állatok. Testük hatalmas és vastag, ami arra utal, hogy nagyméretű emésztőrendszerük volt, ami a növények fogyasztásához szükséges. A koponya hasonlít a Styracocephaluséra, de a „szarvak” más csontból fejlődtek ki.

## Evolúció és rokonság
Az Estemmenosuchidae család a Dinocephalia alrendhez tartozik, amelynek tagjai ősi jellegű - sokszor hatalmas testű - és változatos alakú therapsidák. Ezek a középső perm korszakban éltek. Az Estemmenosuchidae család tagjai ősibbek, mint a dél-afrikai Karoo-medencében talált ismertebb fajok. Az Estemmenosuchidae-fajok korábban éltek, mint a más családok fajai. Bár ősibb állatok, a különlegesség az, hogy növényevő alkalmazkodást mutatnak.
Ezek miatt, két fő feltételezés létezik az Estemmenosuchidae család evolúciója és a Dinocephaliákkal való rokonság között.
1986-ban, James Allen Hopson és Herbert Barghusen, akik először tanulmányozták kladisztikusan a Therapsidákat, megalkották a Tapinocephalia nevet egy növényevő Dinocephalia csoportnak, amely szemben állt a ragadozó „Anteosauria” csoporttal. Szerintük az Estemmenosuchidae család a Tapinocephalia csoportnak egy nagyon ősi tagja.
Thomas Kemp (1982) és Gillian King (1988) szerint az Estemmenosuchidae család a legősibb Dinocephaliák közé tartozik, így ősibbek, mint a Tapinocephalia és az Anteosauria csoportok.

## Betöltött szerepük
Az Estemmenosuchidae-fajok helyettesítették a Caseidae-fajokat, amiután ezek kihaltak (a Caseidae-fajok a Wordi korszak megafauna növényevői voltak). Az Estemmenosuchidae-fajokat viszont a Tapinocephalidae-fajok helyettesítették a Capitani korszak alatt.

## Rendszerezés
A családba az alábbi nemek tartoztak:
- Anoplosuchus
- Estemmenosuchus típusnem
- Molybdopygus
- Parabradysaurus
- Zopherosuchus